# Jimeta
Jimeta est la principale ville de l'État d'Adamawa à l'est du Nigeria.

## Histoire
En 1880, la Compagnie royale du Niger (Royal Niger Company) établit un comptoir commercial sur la rivière Bénoué, à huit kilomètres de Yola. John Holt construit des entrepôts pour l'échange de produits importés contre des produits locaux. Ce qui n'est alors qu'un hameau s'agrandit progressivement autour de ce noyau.